# 伊·呼和乌拉
伊·呼和乌拉（1960年11月—），男，蒙古族，内蒙古巴彦淖尔盟人，中国摄影师，中国电影金鸡奖最佳摄影。现任中国电影家协会理事，内蒙古电影家协会主席。